# يو إف سي ليلة القتال: سانتوس ضد ووكر
يو إف سي ليلة القتال: سانتوس ضد ووكر (بالإنجليزية: UFC Fight Night: Santos vs. Walker)‏ (المعروف أيضًا باسم يو إف سي ليلة القتال 193، يو إف سي فيغاس 38 ويو إف سي على إي إس بي إن+ 51) هو حدث لفنون القتال المختلطة نظمته يو إف سي، وأُقيم في 2 أكتوبر 2021، على يو إف سي أبيكس في إنتربرايز، نيفادا، وهي جزء من منطقة لاس فيغاس الحضرية، الولايات المتحدة.